# Lněnka Dollinerova
Lněnka Dollinerova (Thesium dollineri) je nenapádná, nizoučká, kriticky ohrožená poloparazitická rostlina, v Česku vzácně se vyskytující druh rodu lněnka

## Výskyt
Lněnka Dollinerova je ryze evropská bylina, její areál výskytu se nachází převážně v jihovýchodní Evropě; na Balkáně v Srbsku, Bulharsku, Rumunsku a odkud dále odkud ostrůvkovitě zasahuje přes Moldávii až na Ukrajinu. Severnější část oblasti s již chudším rozšířením zahrnuje Rakousko, Českou republiku, Slovensko a Maďarsko.
Roste na vápencovém nebo sprašovém podloží na travnatých stráních, loukách, mezích, úhorech a v místech s narušeným drnem. V Česku vyrůstá, a to jen velice řídce, v několika lokalitách většinou na jižní a částečně i střední Moravě. V okolí Prahy v minulosti rostla také, ale v poslední době tam již nebyla pozorována.
Centrum výskytu lněnky Dollinerovy je v panonském termofytiku jižní Moravy, v planárním i kolinním stupni, v nadmořské výšce od 170 do 400 m. Bývá součásti společenstev svazů Bromion erecti, Festucion valesiaceae a Caucalion lappulae.

## Popis
Poloparazitická rostlina která vytváří jednoletou nebo vytrvalou formu s krátkým dřevnatým, mnohohlavým oddenkem. Vyrůstají z něj 5 až 15 cm dlouhé lodyhy, v prvém roce obvykle jen jedna a v dalších létech jich bývá již více, 10 až 25. Jednoleté rostliny vytvářejí pouze jedinou bohatě větvenou lodyhu. Podélně rýhované lodyhy bývají poléhavé, vystoupavé nebo vzpřímené a ve spodní čtvrtině až polovině se rozvětvují. Vyrůstají na nich úzké, na koncích zašpičatělé, jednožilné, přisedlé listy 1 až 3 cm dlouhé a 1 až 2 mm široké. Celokrajné čepele bývají lysé nebo na okraji drobně brvité a jejich barva je temně zelená nebo žlutě zelená.
Květenství v prvém roce je bohatě rozvětveno nejčastěji v dolní čtvrtině až polovině lodyhy, v následných létech ho tvoří jednoduchý hrozen. Květy v květenství vyrůstají jednotlivě, jsou přisedlé nebo rostou na krátkých, silných, nejvíce 5 mm dlouhých odstálých květonosných větvičkách. Jednožilné, lysé, čárkovité listeny dlouhé 0,7 až 2,5 cm a široké okolo 1 mm jsou zelené nebo žlutozelené, obdobnou barvu i tvar mají kratičké čárkovité listence. Zpravidla pětičetné oboupohlavné květy mají nálevkovité, 3 mm dlouhé trvalé okvětí které je v horní části rozčleněno do vejčitých cípů. Zevnitř mají barvu bílou, zvenku jsou žlutě zelené nebo žlutě hnědé. Kvete od dubna až do září, těžiště kvetení je v květnu.
Vejčitě elipsoidní žlutozelený plod dlouhý 3 mm a široký 2 až 2,5 mm má krátkou hnědavou stopku a je podélně žilkovaný. Kuželovité suché okvětí objímající zralý plod je kratší než plod, měří jen okolo 1 mm a své cípy má dovnitř stočené.

## Taxonomie
Jak již výše uvedeno, nachází se lněnka Dollinerova ve dvou morfotypech, jako jednoletá nebo vytrvalá; vyrůstají oba vedle sebe i na jednom stanovišti. Vytrvalý typ byl pojmenován Thesium simplex, ale po zjištění že se v podstatě shodují je pro oba používáno původní jméno Thesium dollineri. Důvod existence dvou morfotypů není v tomto případě objasněn.

## Ohrožení
Pro ubývající množství míst kde lněnka Dollinerova v ČR vyrůstá byla v „Seznamu cévnatých rostlin květeny České republiky“ z roku 2012 klasifikována stupněm (C1 t) kriticky ohrožený druh a stejně tak ve vyhlášce MŽP ČR č. 395/1992 Sb. ve znění vyhl. č. 175/2006 Sb. kde byla zařazena pod (§ 1).